# Кобылаш, Сергей Иванович
Серге́й Ива́нович Кобыла́ш (род. 1 апреля 1965, Одесса, УССР, СССР) — советский и российский военачальник. Командующий Военно-воздушными силами Российской Федерации — заместитель Главнокомандующего воздушно-космическими силами Российской Федерации с 24 июля 2024 года. Генерал-лейтенант (22 февраля 2017 года), Герой Российской Федерации (5 сентября 2008 года). Заслуженный военный лётчик Российской Федерации (2018). Участник Первой и Второй чеченских войн, войны в Грузии в 2008 году.
Командующий дальней авиацией (2016—2024). Начальник 4-го Государственного центра подготовки авиационного персонала и войсковых испытаний Министерства обороны Российской Федерации (Липецкого авиацентра) (12 августа 2015 — 29 сентября 2016). Начальник авиации Военно-воздушных сил (2012—2015).
В 2024 году Международный уголовный суд выдал ордер на арест Кобылаша в связи с его предполагаемыми военными преступлениями в ходе российского вторжения на Украину.

## Биография
Родился 1 апреля 1965 года в Одессе. В 1987 году окончил Ейское высшее военное авиационное училище лётчиков имени В. М. Комарова, после чего проходил службу на должностях лётчика, старшего лётчика, командира звена, заместителя командира эскадрильи, командира эскадрильи, заместителя командира полка, командира полка, командира базы 1-го разряда.
В 1994 году окончил Военно-воздушную академию им. Ю. А. Гагарина. Участвовал в боевых действиях на территории Чеченской Республики, выполнил несколько десятков боевых вылетов.
В августе 2008 года участвовал в боях за Цхинвали в ходе войны в Грузии в качестве командира 368-го штурмового авиаполка, дислоцированного в Будённовске. На боевые вылеты летал лично. Во время одной из атак грузинской военной колонны южнее Цхинвала в левый двигатель его Су-25 СМ попала ракета из переносного зенитно-ракетного комплекса, после чего полковник Кобылаш вывел повреждённый самолёт из боя и повернул к своему аэродрому. Однако над южной окраиной города точно такая же ракета вывела из строя и правый двигатель самолёта, вследствие чего штурмовик лишился тяги. В экстренных условиях полковник Кобылаш сделал всё, чтобы его самолёт не рухнул на мирных жителей и увёл его как можно дальше от города. В итоге самолёт упал и взорвался в безлюдном горном ущелье, а лётчик в последний момент сумел катапультироваться и приземлился в грузинском анклаве. Спустя некоторое время его сумела найти и эвакуировать на вертолёте поисково-спасательная группа. Штурмовик полковника Кобылаша стал одним из шести российских самолётов, сбитых в ходе войны в Грузии. Остаётся неизвестным, кем был сбит самолёт Кобылаша. Через полчаса после его сбития Государственный комитет печати и массовой информации Южной Осетии сообщил о сбитии над Цхинвали грузинского Су-25, однако по грузинским данным в тот день их штурмовики Су-25 не летали, поэтому Кобылаш мог быть по ошибке сбит южноосетинской стороной.

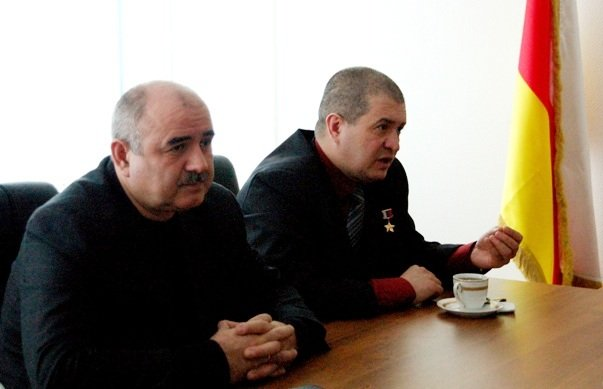
С послом Республики Южная Осетия в РФ Дмитрием Медоевым (слева), февраль 2010 года

Указом Президента Российской Федерации от 5 сентября 2008 года «за мужество и героизм, проявленные при исполнении воинского долга» полковнику Сергею Ивановичу Кобылашу присвоено звание Героя Российской Федерации. 23 декабря 2008 года на торжественной церемонии в Кремле вручён знак особого отличия — медаль «Золотая Звезда».
По окончании войны продолжил службу в ВВС. Служил на должностях начальника отдела оперативно-тактической и армейской авиации Главного командования ВВС, заместителя начальника авиации ВВС.
В 2012 году полковник Кобылаш окончил Военную академию Генерального штаба Вооружённых сил Российской Федерации.
23 февраля 2012 года участвовал во встрече Президента Российской Федерации Д. А. Медведева с создателями фильма «Август. Восьмого» и ветеранами боёв в Грузии. В ходе встречи дал фильму позитивную оценку, заявив о правдивости и собирательности образов.
Указом Президента Российской Федерации от 13 ноября 2013 года назначен на должность начальника авиации Военно-воздушных сил. Тем же указом на должность его заместителя был назначен полковник Александр Максимцев.
Указом Президента Российской Федерации 13 июня 2014 года присвоено воинское звание генерал-майор. 18 мая 2017 года совершил первый полёт на самолёте Ту-160.
12 августа 2015 года назначен начальником 4-го Государственного центра подготовки авиационного персонала и войсковых испытаний Министерства обороны Российской Федерации (Липецкого авиацентра). 16 сентября 2016 года назначен командующим дальней авиацией.
Указом Президента Российской Федерации 22 февраля 2017 года присвоено воинское звание «генерал-лейтенант».
В декабре 2018 года генерал-лейтенант Сергей Кобылаш участвовал в трансатлантическом беспосадочном перелёте двух самолётов Ту-160 с российского аэродрома Оленья на аэродром Майкетия Боливарианской Республики Венесуэла. Полёт проходил над акваториями Атлантического океана, Норвежского и Карибского морей на высотах 10000-11000 метров. Время полёта составило 13 часов 15 минут, а протяженность маршрута — 10459 км.
24 июля 2024 года назначен командующим ВВС России — заместителем Главнокомандующего ВКС Российской Федерации.
Имеет квалификацию лётчик-снайпер и почётное звание Заслуженный военный лётчик Российской Федерации. Общий налёт — более 1600 часов. Освоил следующие типы авиационной техники: Л-29, Су-7, Су-17 и его модификации, Су-25, Су-30СМ, Су-34, Ан-26.

## Уголовное преследование

### Украина
В начале 2023 года, в ходе вторжения России на Украину, СБУ завела на Кобылаша уголовное дело и предъявило обвинение за ведение агрессивной войны и посягательство на территориальную целостность Украины. В ведомстве заявили что Кобылаш отдавал приказы о массированных ракетных ударах по жилым домам, больницам и объектам критической инфраструктуры Украины. В частности, Кобылаш подозревается в том, что он отдал приказ нанести ракетный удар по Умани в апреле 2023 года. В ходе ракетного удара одна из ракет попала в многоэтажный жилой дом, в результате чего погибли 23 человека, в том числе шестеро детей.

### Ордер на арест
5 марта 2024 года Международный уголовный суд выдал ордер на арест Кобылаша в связи с его предполагаемыми военными преступлениями в ходе российского вторжения на Украину (в частности, преднамеренные атаки по украинским гражданским лицам и гражданским объектам). Суд заявил что есть достаточные основания полагать, что подозреваемый Кобылаш несёт ответственность «за преступление против человечности, заключающееся в бесчеловечных действиях», в частности за ракетные удары по украинской электрической инфраструктуре в период по меньшей мере с 10 октября 2022 по 9 марта 2023 года. Международный уголовный суд пришёл к заключению, что российские военные намеренно наносили ракетные удары по гражданским объектам, также в сообщении суда отмечается, что российское удары по объектам в Украине, которые могли бы квалифицироваться как военные, наносили гораздо более значимый ущерб мирному населению, чем ущерб украинским вооружённым силам.

## Семья
Женат на Юлии Кобылаш, дочь Екатерина.

## Награды
- Герой Российской Федерации (5 сентября 2008 года, медаль № 931)[2]
- Орден «За заслуги перед Отечеством» 4 степени[источник не указан 596 дней]
- орден Мужества
- орден «За военные заслуги»
- орден «Уацамонга» (Южная Осетия)[26]
- медаль «За отвагу»[27]
- юбилейная медаль «70 лет Вооружённых Сил СССР»
- медаль «За воинскую доблесть» I степени
- многие ведомственные и общественные награды Российской Федерации
- медаль «Воину-интернационалисту от благодарного афганского народа» (Афганистан)
- почётное звание «Заслуженный военный лётчик Российской Федерации» (2018)
- классная квалификация «Военный лётчик-снайпер»